# Freycinetia runcingensis
Freycinetia runcingensis är en enhjärtbladig växtart som beskrevs av A.P.Keim. Freycinetia runcingensis ingår i släktet Freycinetia och familjen Pandanaceae. Inga underarter finns listade.